# امامزاده خواهر
امامزاده خواهر (بی بی) مربوط به دوران‌های تاریخی پس از اسلام است و در شهرستان ورامین، بخش جوادآباد، روستای خاوه واقع شده و این اثر در تاریخ ۱۷ اسفند ۱۳۸۱ با شمارهٔ ثبت ۷۶۲۳ به‌عنوان یکی از آثار ملی ایران به ثبت رسیده است.